# Irmãs dos Santos Nomes de Jesus e Maria
As Irmãs dos Santos Nomes de Jesus e Maria (Soeurs des Saints Noms de Jésus et de Marie) é um instituto religioso de ensino fundado em Longueuil, Québec, Canadá, em 1843 pela Beata Madre Marie Rose Durocher para a educação cristã das jovens.
Seu lema é: "Jésus et Marie, Ma Force et Ma Gloire" ("Jesus e Maria, minha força e minha glória").
Desde 1843, a missão do SNJM de educar meninas se estendeu além de Québec para outras províncias canadenses, incluindo Ontário e Manitoba. Sua missão de educação também continua internacionalmente, nos Estados Unidos, Lesoto, e na América do Sul.
Nos Estados Unidos, as irmãs estabeleceram ministérios na Califórnia, Óregon, Flórida, Mississippi, Nova York, estados do Meio-Atlântico e Washington entre outros estados.